# Дејна (Индијана)
Дејна (енгл. Dana) град је у америчкој савезној држави Индијана.

## Демографија
По попису из 2010. године број становника је 608, што је 54 (-8,2%) становника мање него 2000. године.
| Група             | 2000.       | 2010.       |
| Белци             | 640 (96,7%) | 588 (96,7%) |
| Афроамериканци    | 4 (0,6%)    | 1 (0,2%)    |
| Азијати           | 2 (0,3%)    | 1 (0,2%)    |
| Хиспаноамериканци | 11 (1,7%)   | 8 (1,3%)    |
| Укупно            | 662         | 608         |